# St Peter ad Vincula

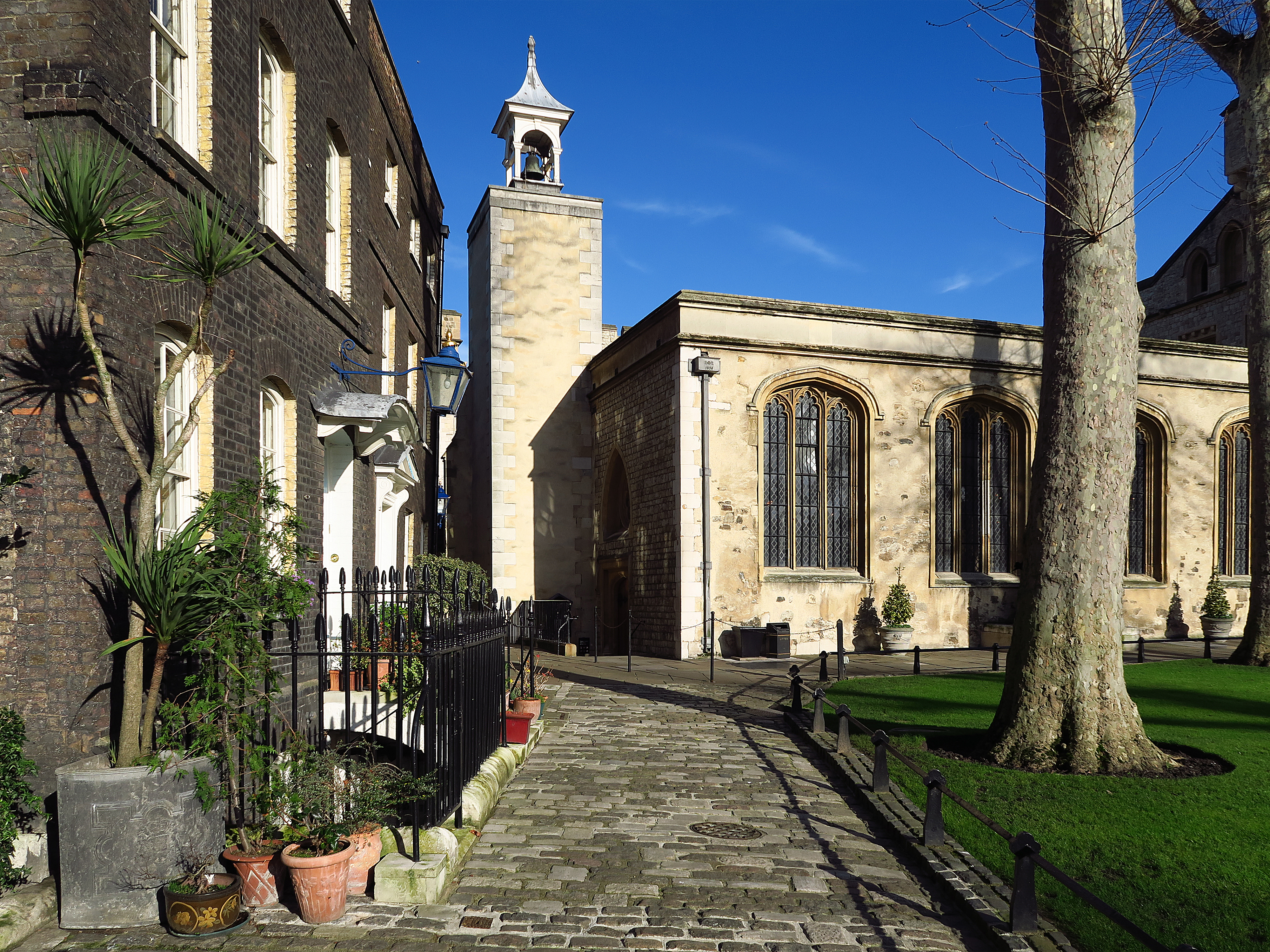
St Peter ad Vincula.

St Peter ad Vincula är en kyrkobyggnad i London och församlingskyrka för Tower of London. Den nuvarande byggnaden uppfördes 1519–1520. I kyrkan är en rad berömda personer gravsatta, bland andra Anne Boleyn, Catherine Howard, Jane Grey och Lord Guildford Dudley samt Thomas More.